# Thugny-Trugny
Thugny-Trugny est une commune française, située dans le département des Ardennes en région Grand Est.

## Géographie

### Localisation
La commune se situe au sud des Ardennes en Champagne-Ardenne. Elle est voisine de celles de Seuil, Coucy et Biermes.

### Hydrographie
La commune est dans la région hydrographique « la Seine du confluent de l'Oise (inclus) à l'embouchure » au sein du bassin Seine-Normandie. Elle est drainée par le canal des Ardennes  (versant Aisne), l'Aisne, le ruisseau de Saulces, le cours d'eau 01 de la commune de Sault-lès-Rethel et le Fossé du Bois de Seuil,.
Le canal des Ardennes (versant Aisne), d'une longueur de 57 km,  est un chenal et un cours d'eau naturel navigable qui a son origine dans la commune de Dom-le-Mesnil et se jette  dans le canal latéral à l'Aisne à Vieux-lès-Asfeld, après avoir traversé 24 communes. Il traverse la commune dans sa partie nord d'est en ouestsur une longueur d'environ 3,4 km.
L'Aisne est un  cours d'eau naturel navigable de 256 km de longueur, traversant les cinq départements Meuse, Marne, Ardennes, Aisne, Oise. Elle est un affluent de rive gauche de l'Oise, ce qui fait d'elle un sous-affluent de la Seine. Elle traverse la commune dans sa partie nord d'est en ouestsur une longueur d'environ 4,1 km.
Le ruisseau de Saulces, d'une longueur de 30 km, prend sa source dans la commune de Faissault, à 175 m d'altitude, et se jette  dans l'Aisne à Rethel, à 73 m d'altitude, après avoir traversé onze communes. 

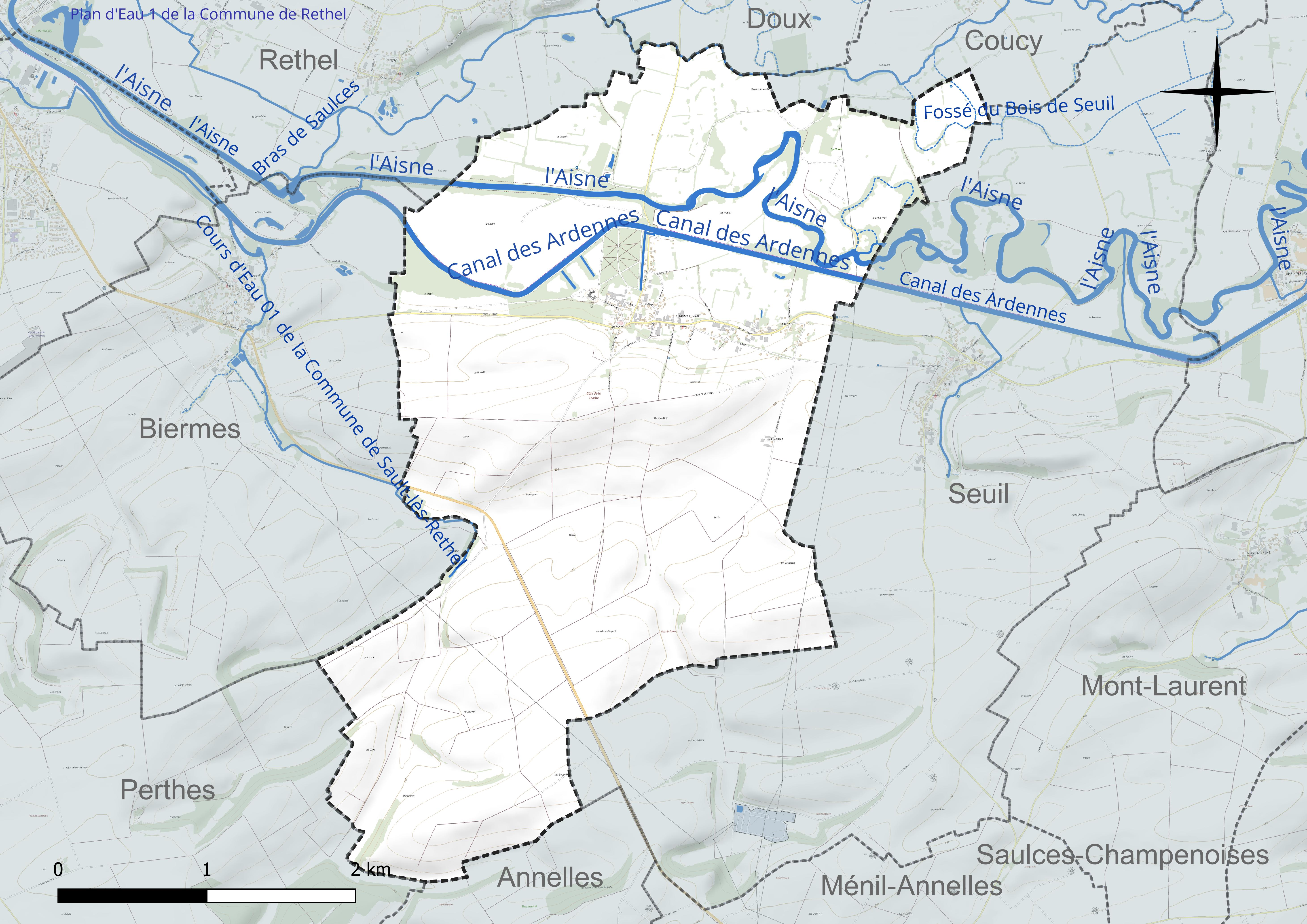
Réseau hydrographique de Thugny-Trugny.

### Climat
Pour des articles plus généraux, voir Climat du Grand Est et Climat des Ardennes.
En 2010, le climat de la commune est de type climat océanique dégradé des plaines du Centre et du Nord, selon une étude du Centre national de la recherche scientifique s'appuyant sur une série de données couvrant la période 1971-2000. En 2020, Météo-France publie une typologie des climats de la France métropolitaine dans laquelle la commune est exposée à un climat océanique altéré et est dans la région climatique  Nord-est du bassin Parisien, caractérisée par un ensoleillement médiocre, une pluviométrie moyenne régulièrement répartie au cours de l’année et un hiver froid (3 °C). 
Pour la période 1971-2000, la température annuelle moyenne est de 10,4 °C, avec une amplitude thermique annuelle de 15,7 °C. Le cumul annuel moyen de précipitations est de 762 mm, avec 12,5 jours de précipitations en janvier et 8,6 jours en juillet. Pour la période 1991-2020, la température moyenne annuelle observée sur la station météorologique de Météo-France la plus proche, « Saulces-Champenoises », sur la commune de Saulces-Champenoises à 7 km à vol d'oiseau, est de 11,0 °C et le cumul annuel moyen de précipitations est de 691,6 mm. 
La température maximale relevée sur cette station est de 41,1 °C, atteinte le 25 juillet 2019 ; la température minimale est de −13,9 °C, atteinte le 7 février 2012,,. 
Les paramètres climatiques de la commune ont été estimés pour le milieu du siècle (2041-2070) selon différents scénarios d'émission de gaz à effet de serre à partir des nouvelles projections climatiques de référence DRIAS-2020. Ils sont consultables sur un site dédié publié par Météo-France en novembre 2022.

## Urbanisme

### Typologie
Au 1er janvier 2024, Thugny-Trugny est catégorisée commune rurale à habitat dispersé, selon la nouvelle grille communale de densité à 7 niveaux définie par l'Insee en 2022.
Elle est située hors unité urbaine. Par ailleurs la commune fait partie de l'aire d'attraction de Reims, dont elle est une commune de la couronne,. Cette aire, qui regroupe 294 communes, est catégorisée dans les aires de 200 000 à moins de 700 000 habitants,.

### Occupation des sols
L'occupation des sols de la commune, telle qu'elle ressort de la base de données européenne d’occupation biophysique des sols Corine Land Cover (CLC), est marquée par l'importance des territoires agricoles (94,5 % en 2018), une proportion identique à celle de 1990 (94,5 %). La répartition détaillée en 2018 est la suivante : 
terres arables (70,3 %), prairies (22,9 %), forêts (3,3 %), zones urbanisées (2,3 %), zones agricoles hétérogènes (1,3 %). L'évolution de l’occupation des sols de la commune et de ses infrastructures peut être observée sur les différentes représentations cartographiques du territoire : la carte de Cassini (XVIIIe siècle), la carte d'état-major (1820-1866) et les cartes ou photos aériennes de l'IGN pour la période actuelle (1950 à aujourd'hui).

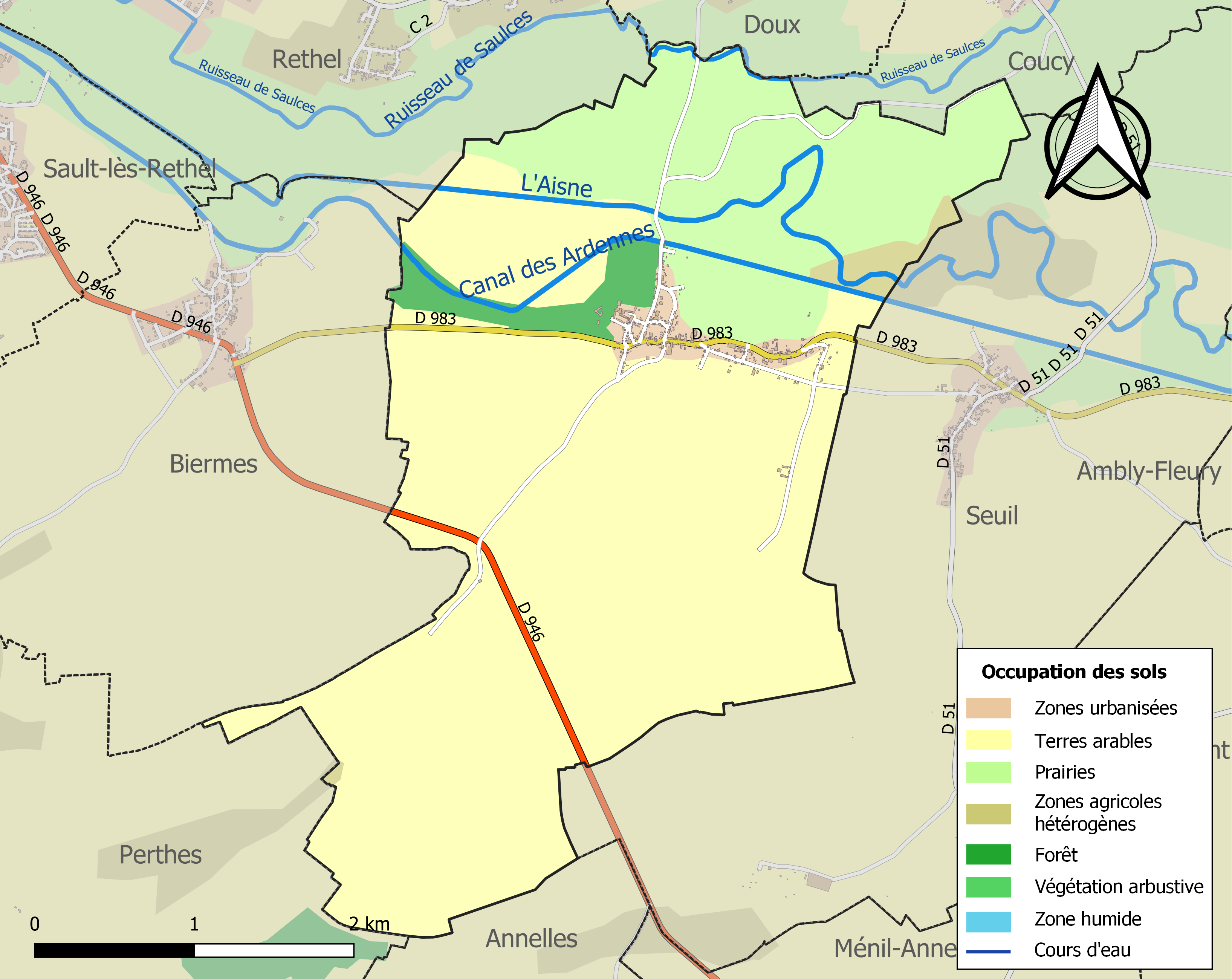
Carte des infrastructures et de l'occupation des sols de la commune en 2018 (CLC).

## Toponymie
Thugny est attesté sous les formes Tudiniacus en 552, Dunneias en 917, Tuniacus en  1090, Tuegni en  1245, Tueni en  1249-52, Tuigni en 1262.
Trugny est attesté sous les formes Trugné en 1199, en 1295 ; Trugney en 1490. 

## Histoire
Des traces d'habitation celtique furent mises en évidence par la découverte d'une tombe aristocratique. La commune de Thugny-Trugny est issue de la fusion des deux communes de Thugny et de Trugny, en 1828.
Le 9 juin 1940, le village défendu par le 2e BCP, de la 14e division d'infanterie commandée par le général de Lattre de Tassigny est attaqué par les troupes ennemies qui traversent l'Aisne. De 6 heures du matin à 17 heures les contre-attaques françaises se succèdent obligeant les Allemands à se replier avec des pertes importantes. Le 10 juin, les assauts allemands sont repoussés malgré l'artillerie allemande qui bombarde, en soutien, le village. Le 11 juin, les panzer commençant à contourner les positions françaises, les troupes françaises quittent leurs positions défensives afin de ne pas être encerclées,.

## Politique et administration
| Période                                  | Période  | Identité          | Étiquette | Qualité |
| ---------------------------------------- | -------- | ----------------- | --------- | ------- |
| 1876                                     |          | Coulon            |           |         |
| mars 2001                                | mai 2020 | James Vadez       |           |         |
| mai 2020                                 | En cours | Viviane Cousinard |           |         |
| Les données manquantes sont à compléter. |          |                   |           |         |

## Démographie
L'évolution du nombre d'habitants est connue à travers les recensements de la population effectués dans la commune depuis 1793. Pour les communes de moins de 10 000 habitants, une enquête de recensement portant sur toute la population est réalisée tous les cinq ans, les populations de référence des années intermédiaires étant quant à elles estimées par interpolation ou extrapolation. Pour la commune, le premier recensement exhaustif entrant dans le cadre du nouveau dispositif a été réalisé en 2006.

En 2022, la commune comptait 248 habitants, en évolution de −5,7 % par rapport à 2016 (Ardennes : −2,97 %, France hors Mayotte : +2,11 %).
| 1793 | 1800 | 1806 | 1821 | 1831 | 1836 | 1841 | 1846 | 1851 |
| ---- | ---- | ---- | ---- | ---- | ---- | ---- | ---- | ---- |
| 334  | 375  | 422  | 401  | 743  | 803  | 844  | 873  | 878  |

| 1866 | 1872 | 1876 | 1881 | 1886 | 1891 | 1896 | 1901 | 1906 |
| ---- | ---- | ---- | ---- | ---- | ---- | ---- | ---- | ---- |
| 828  | 820  | 718  | 630  | 592  | 550  | 540  | 546  | 501  |

| 1911 | 1921 | 1926 | 1931 | 1936 | 1946 | 1954 | 1962 | 1968 |
| ---- | ---- | ---- | ---- | ---- | ---- | ---- | ---- | ---- |
| 451  | 314  | 333  | 288  | 300  | 260  | 272  | 250  | 259  |

| 1975 | 1982 | 1990 | 1999 | 2006 | 2011 | 2016 | 2021 | 2022 |
| ---- | ---- | ---- | ---- | ---- | ---- | ---- | ---- | ---- |
| 237  | 220  | 227  | 243  | 218  | 240  | 263  | 256  | 248  |

## Héraldique
| Armes de Thugny-Trugny | Les armes de Thugny-Trugny se blasonnent ainsi : Écartelé : au 1er de gueules à la jumelle ondée d’argent en bande accompagnée de deux étoiles d’or, au 2e d’azur à la tour crénelée de quatre pièces d’argent ouverte et ajourée du champ, au 3e de sable au cyclamor d’argent, au 4e de gueules au sautoir d’or. |

## Lieux et monuments
- Château de Thugny-Trugny, inscrit au titre des monuments historiques en 1946[31]
- Église Saint-Loup, classée monument historique en 1920[32]
- Canal des Ardennes et écluse n°8 de Thugny-Trugny.
- Croix de Bersa : monument aux soldats français tombés en 1650, sous les ordres de Turenne lors de la bataille du pont de Thugny

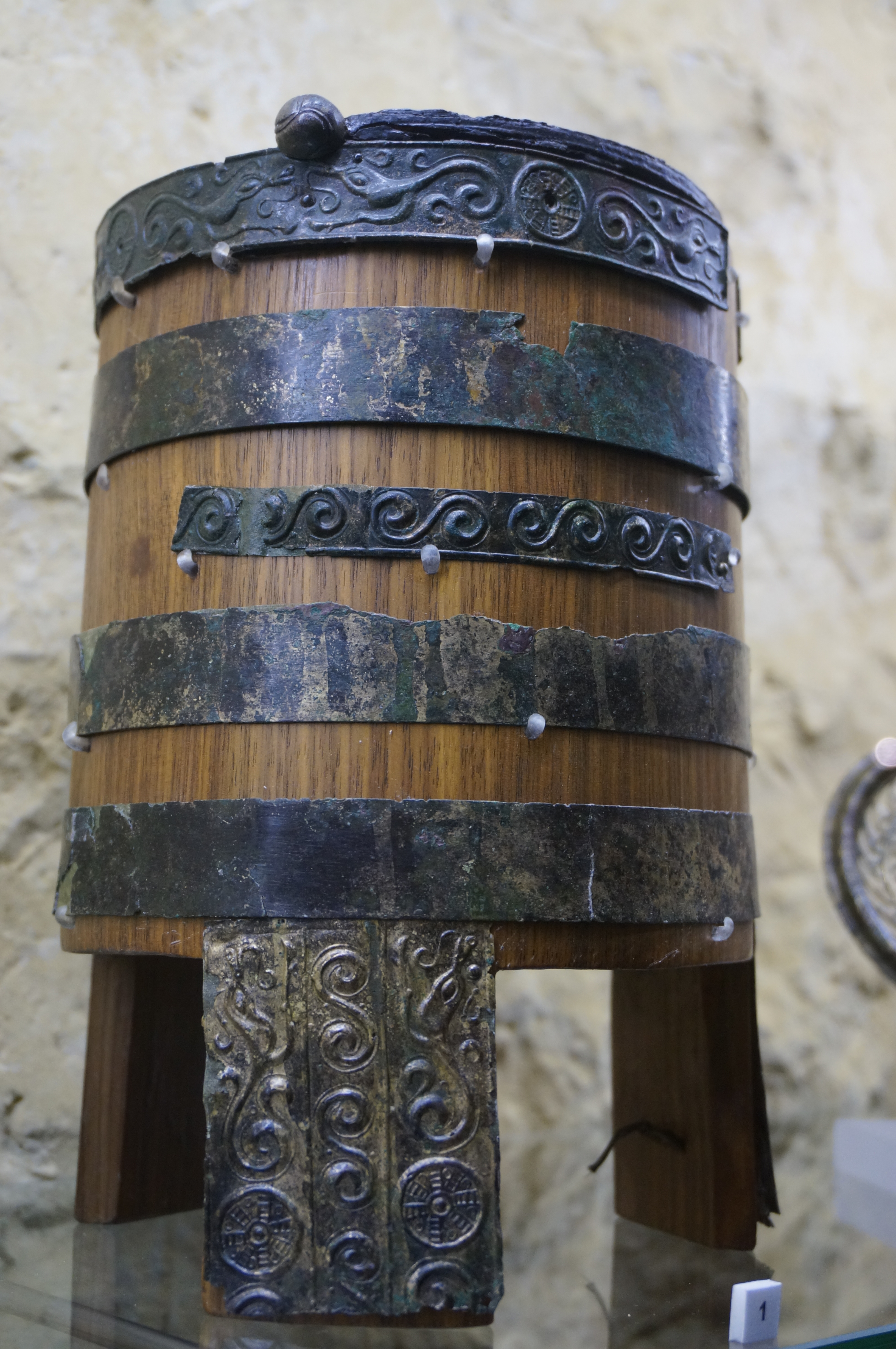
Sceau daté de 80 av. J.-C., musée de l'Ardenne
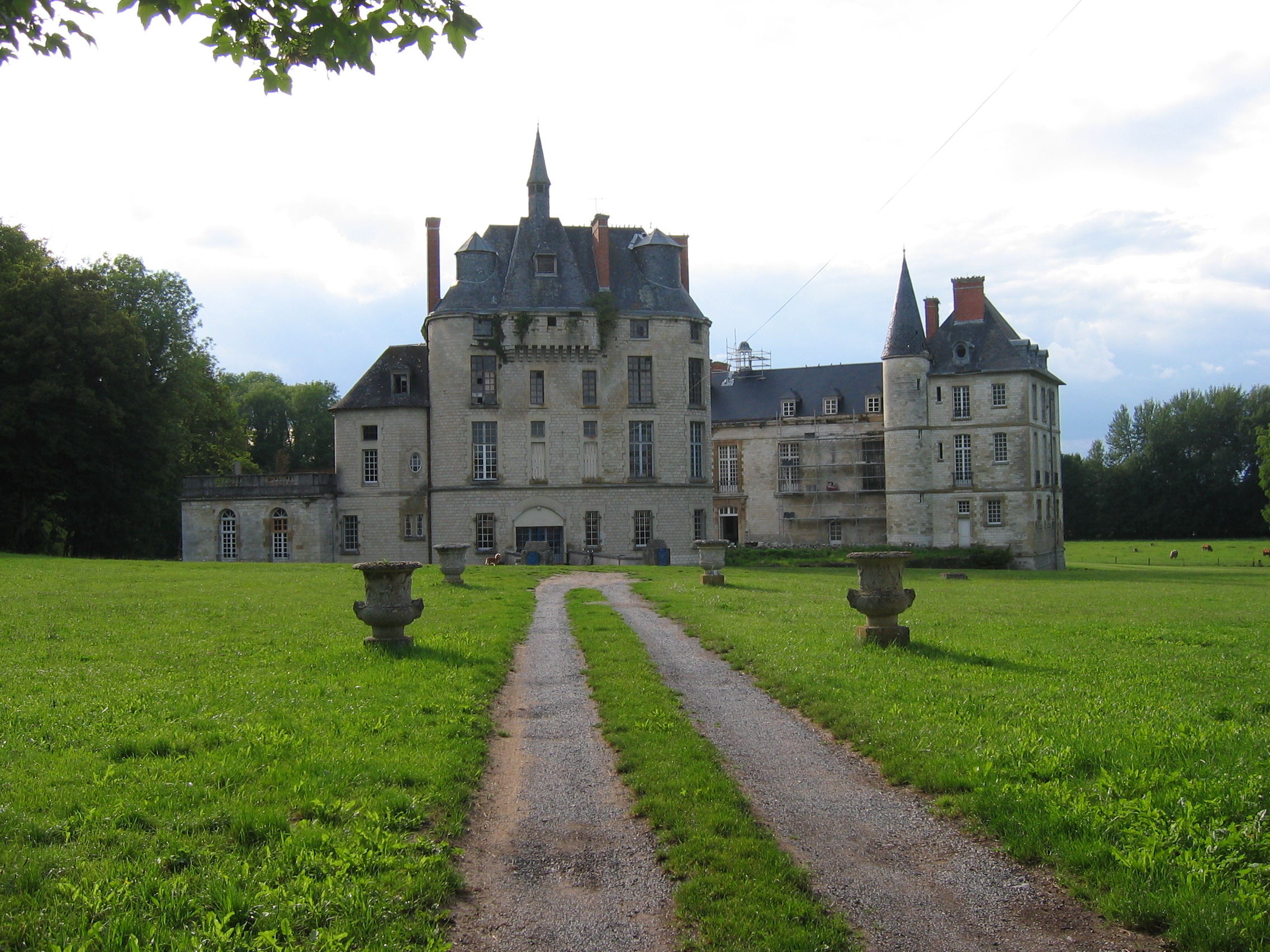
Château de Thugny-Trugny
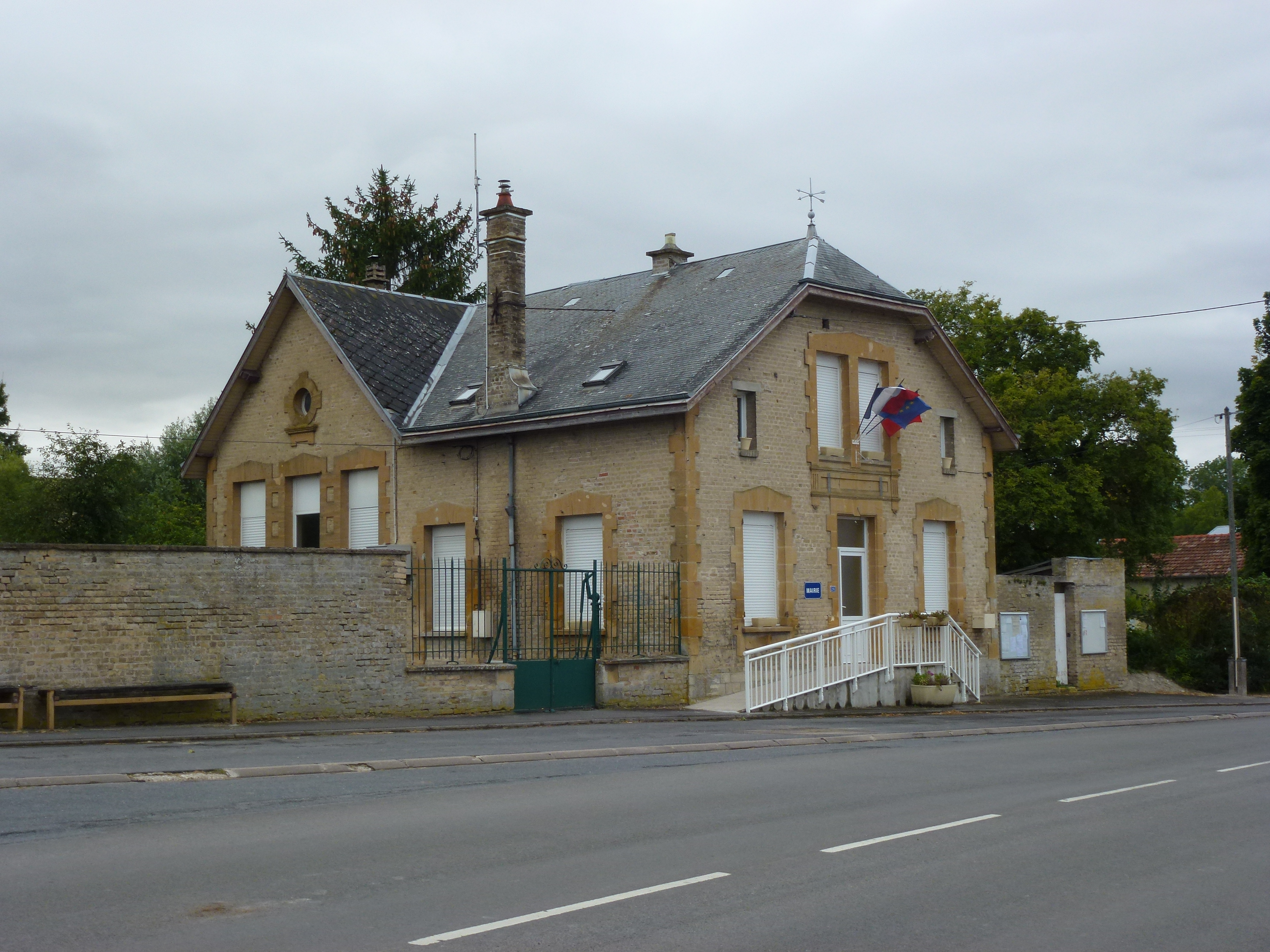
Mairie de Thugny-Trugny
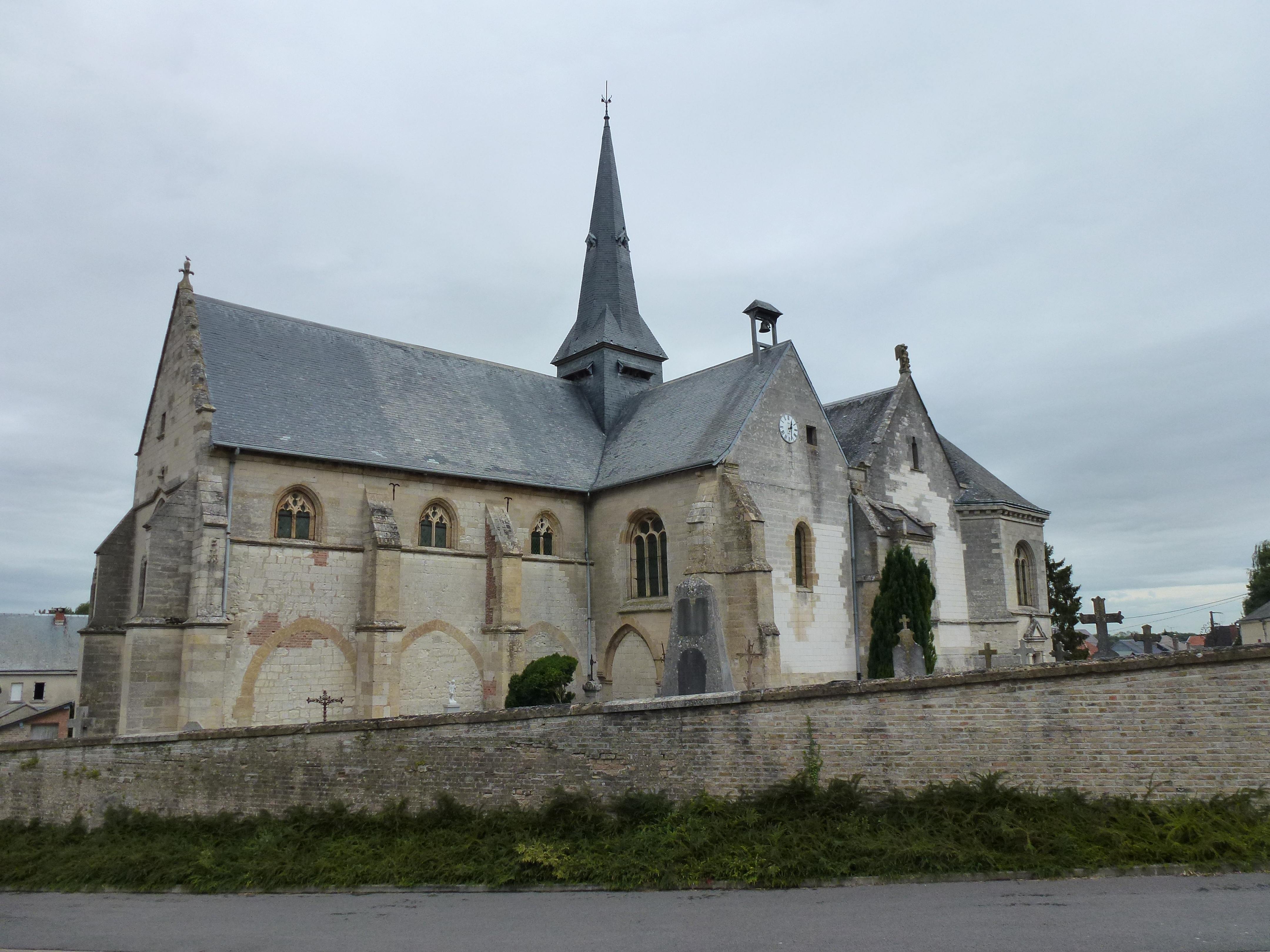
Église Saint-Loup de Thugny-Trugny
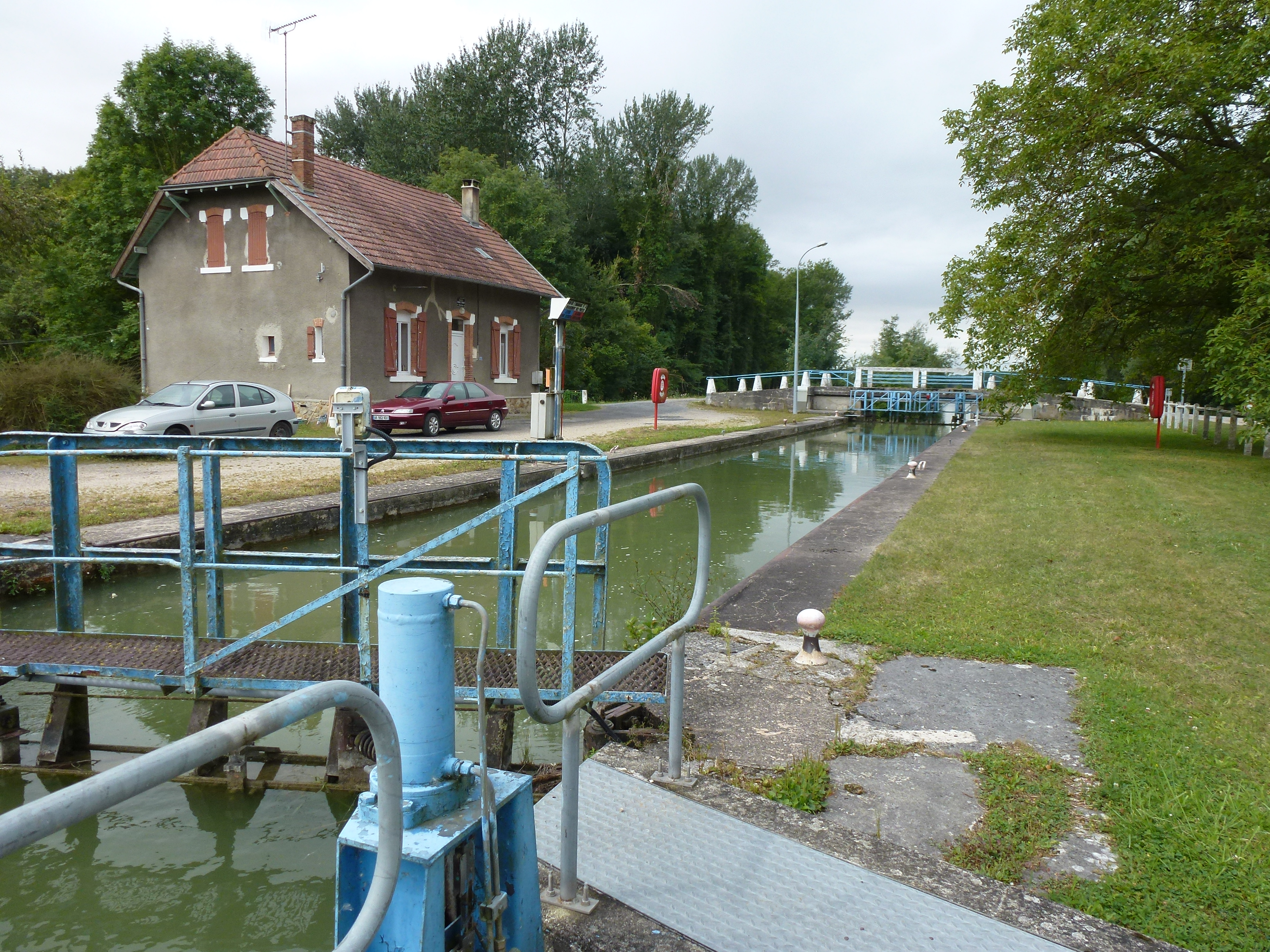
Écluse n°8 du Canal des Ardennes
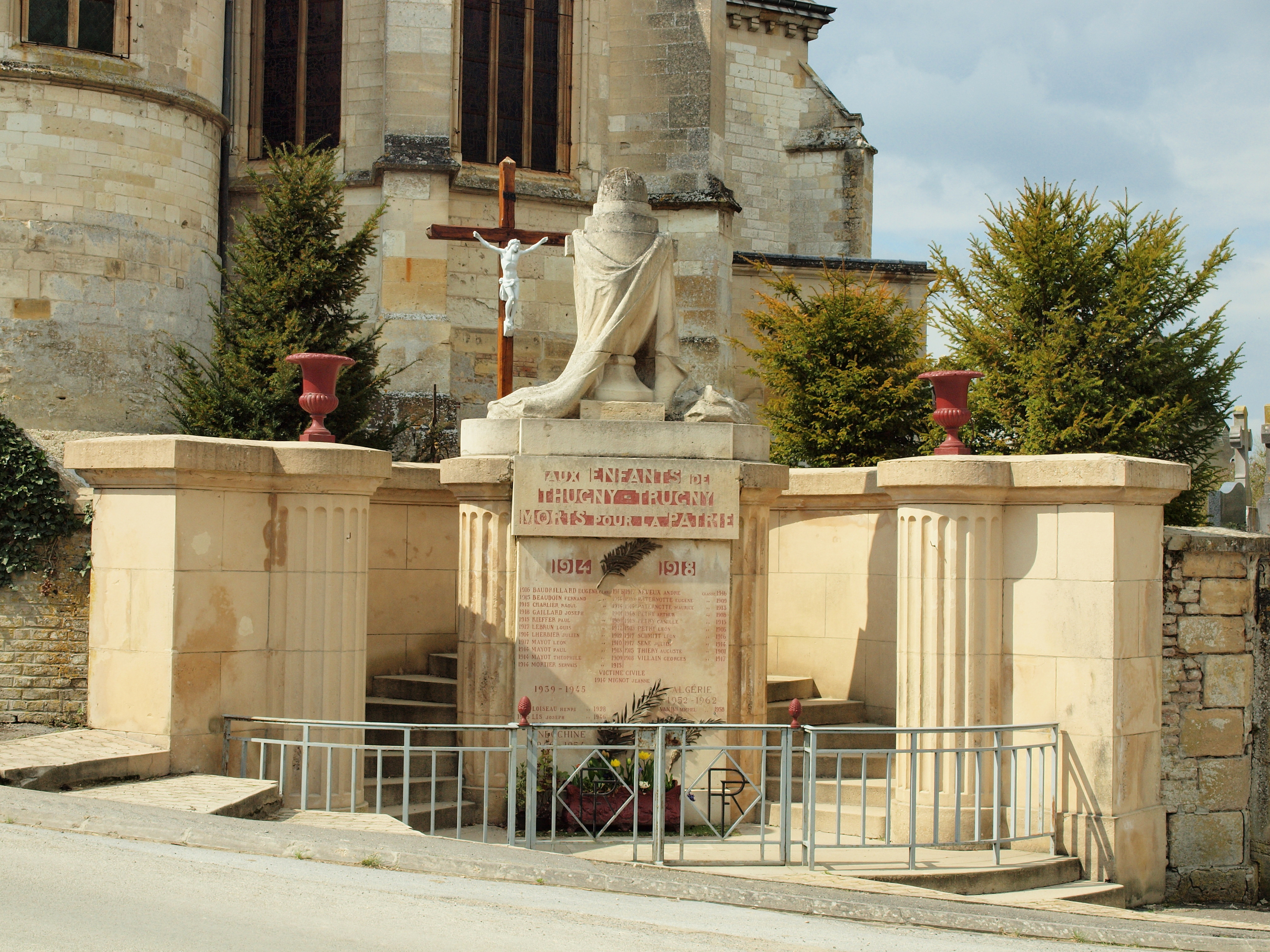
Monument aux morts de Thugny-Trugny

## Personnalités liées à la commune
- Claude de Moy (1572-1627), comtesse de Chaligny est née au château de Thugny-Trugny[33].
- François Villain (1863-1940), ingénieur des mines né à Thugny-Trugny ayant participé à la réalisation d'une galerie drainante à Nancy